# 25915 Charlesmcguire
25915 Charlesmcguire è un asteroide della fascia principale. Scoperto nel 2001, presenta un'orbita caratterizzata da un semiasse maggiore pari a 2,6470333 au e da un'eccentricità di 0,1802130, inclinata di 11,23156° rispetto all'eclittica.